# Karsenia koreana
La karsenia (Karsenia koreana) è un anfibio urodelo della famiglia dei Pletodontidi, unico rappresentante conosciuto del genere Karsenia ed unico pletodontide noto dell'Asia.

## Descrizione
Con una lunghezza media del corpo di circa 4 centimetri, la karsenia è un urodelo di piccole dimensioni; la coda, rotonda alla base ma con l'estremo appuntito, è sensibilmente più corta del corpo. Gli occhi sono sporgenti e relativamente piccoli; la specie presenta da 14 a 15 solchi costali. Le zampe e le dita sono relativamente corte; tra le dita è presente una caratteristica membrana. Il colore è da scuro a nero sui fianchi, da chiaro a grigio sul ventre, da bruno a rossastro sul dorso.
Come gli altri pletodontidi, la karsenia è priva di polmoni e respira attraverso la pelle umida.

## Distribuzione e habitat
La karsenia vive nelle foreste di latifoglie o miste della penisola coreana, regione del quale è endemica. Il suo ambiente elettivo sono le umide e muscose fratture tra le rocce calcaree. Le sue modalità riproduttive non sono note, ma è possibile che - data la scarsità delle acque superficiali nel suo ambiente - la specie abbia costumi interamente terricoli.

## Scoperta ed importanza biogeografica
La karsenia fu scoperta nel 2005 da Stephen J. Karsen, un insegnante americano di scienze naturali che lavorava a Daejeon, nella Corea del Sud, ed allo scopritore fu dedicato il nome generico dell'animale.
La scoperta, inattesa, destò un notevole scalpore negli ambienti scientifici, perché contribuì a chiarire i motivi dell'insolita distribuzione dei Pletodontidi. Tale famiglia, infatti, comprende da sola il settanta per cento delle specie mondiali di anfibi urodeli, ma le specie conosciute sino ad allora erano tutte nordamericane, con la sola, sino ad allora difficilmente spiegabile eccezione dei geotritoni del genere Speleomantes, presente nella penisola italiana, in Sardegna e nel Nizzardo.
L'analisi cladistica bayesiana dei dati molecolari indica Karsenia koreana come sister group del clade che raggruppa il genere Aneides e gli urodeli desmognatini.
La scoperta della karsenia indica che i pletodontidi, tra 60 e 100 milioni d'anni fa, avevano una distribuzione olartica. Il raffreddamento del clima comportò la crescita delle popolazioni neartiche ed il declino di quelle paleartiche, i cui unici discendenti noti sono appunto la karsenia ed i geotritoni.